# Eredivisie (vrouwenhandbal) 1987/88
De Eredivisie is de hoogste afdeling van het Nederlandse handbal bij de vrouwen op landelijk niveau. In het seizoen 1987/1988 werd SEW landskampioen. Auto Caubo/Iason en VGZ/Sittardia degradeerden naar de Eerste divisie.

## Teams
| Club                  | Plaats     | Provincie     |
| --------------------- | ---------- | ------------- |
| Fototechniek/Hellas   | Den Haag   | Zuid-Holland  |
| Auto Caubo/Iason      | Valkenburg | Limburg       |
| Vonk/Mosam            | Maastricht | Limburg       |
| AMC/Niloc             | Amsterdam  | Noord-Holland |
| OAD/OSC               | Amsterdam  | Noord-Holland |
| PSV                   | Eindhoven  | Noord-Brabant |
| Van der Voort/Quintus | Kwintsheul | Zuid-Holland  |
| Zeeman Vastgoed/SEW   | Nibbixwoud | Noord-Holland |
| VGZ/Sittardia         | Sittard    | Limburg       |
| Swift Arnhem          | Arnhem     | Gelderland    |
| Herschi/V&L           | Geleen     | Limburg       |
| Vlugheid en Kracht    | Groningen  | Groningen     |

## Stand
| Pos | Club                  | Wed | Ptn | Opmerking                      |
| --- | --------------------- | --- | --- | ------------------------------ |
| 1   | Zeeman Vastgoed/SEW   | 22  | 38  | Landskampioen                  |
| 2   | OAD/OSC               | 22  | 35  |                                |
| 3   | PSV                   | 22  | 28  |                                |
| 4   | Herschi/V&L           | 22  | 28  |                                |
| 5   | Fototechniek/Hellas   | 22  | 27  |                                |
| 6   | Vonk/Mosam            | 22  | 22  |                                |
| 7   | Swift Arnhem          | 22  | 21  |                                |
| 8   | Van der Voort/Quintus | 22  | 19  |                                |
| 9   | AMC/Niloc             | 22  | 17  |                                |
| 10  | Vlugheid en Kracht    | 22  | 15  |                                |
| 11  | Auto Caubo/Iason      | 22  | 12  | Degradatie naar eerste divisie |
| 12  | VGZ/Sittardia         | 22  | 2   | Degradatie naar eerste divisie |

## Topscoorder
| Goal | Naam                        | Club             |
| ---- | --------------------------- | ---------------- |
| 150  | Christa van de Vorstenbosch | PSV              |
| 127  | Monique Tijsterman          | OSC              |
| 117  | Mariette Crutzen            | Auto Caubo/Iason |
| 115  | Ingrid Wagner               | Hellas           |
| 108  | Hanneke van Eijl            | OSC              |